# Hesperilla picta
The Painted Sedge-skipper or Painted Skipper (Hesperilla picta) là một loài bướm ngày thuộc họ Hesperiidae. Nó được tìm thấy ở New South Wales, Queensland và Victoria.
Sải cánh dài khoảng 30 mm.
Ấu trùng ăn Gahnia clarkei.